# 武井榮一
武井 榮一（たけい えいいち、1945年11月18日 - )は、川崎競馬場に所属していた調教師。父・武井歌次は元調教師。同じ川崎所属の調教師・武井和実は娘婿。久保秀男 （現調教師） 、久保勇（現調教師）、甲斐年光（現厩務員）が騎手時代に所属していた。引退時の所属騎手には田中涼がいた。報道などでは「武井栄一」と表記されることがある。
1984年厩舎開業。
2003年の川崎開催リーディングトレーナー、NARグランプリ2003優秀調教師賞受賞。
2016年7月いっぱいで調教師を引退した。通算成績は地方競馬5104戦679勝、中央競馬1戦0勝。

## 主な管理馬
- エスプリシーズ（川崎記念、報知オールスターカップ、船橋記念、京成盃グランドマイラーズ、東京湾カップ）
- ビービートルネード（東京ダービー、報知オールスターカップ、戸塚記念）
- ビービーバーニング（東京2歳優駿牝馬、ローレル賞）
- ユニオンリーダー（ターフチャンピオンシップ）
- イシノダンシング（スパーキングサマーカップ）
- ヴァイタルシーズ（ハイセイコー記念、鎌倉記念）
- エスプリフェザント（鎌倉記念）